# Edith Clarke
Edith Clarke (comtat de Howard, Maryland, 10 de febrer de 1883 – 29 d'octubre de 1959) va ser la primera dona en obtenir el mestratge d'enginyeria elèctrica i la primera en ser docent d'aquesta matèria a la Universitat de Texas a Austin. Va especialitzar-se en anàlisi de sistemes elèctrics i va escriure Circuit Analysis of A-C Power Systems.

## Biografia
Edith Clarke era filla de Susan Dorsey Owings i John Ridgely Clarke. Va quedar orfe a l'edat dels dotze anys i va ser criada per la seva germana gran. Va utilitzar la seva herència per estudiar matemàtiques i astronomia a la universitat de Vassar, on es va graduar el 1908.
Després de la universitat, Clarke va ensenyar matemàtiques i física a una escola privada a San Francisco i a la universitat de Marshall. Llavors va passar algun temps estudiant enginyeria civil a la Universitat de Wisconsin–Madison, però ho va deixar per esdevenir calculadora humana (en anglès computor) a AT&T el 1912. Va computar per George Campbell, qui va aplicar mètodes matemàtics als problemes de transmissió elèctrica a llarg distància. Quan estava a AT&T, va estudiar enginyeria elèctrica a la Universitat de Colúmbia de nit.
El 1918, Clarke es va matricular a l'Institut de Massachusetts de Tecnologia, i l'any següent esdevingué la primera dona en guanyar un grau de màster en enginyeria elèctrica del MIT.

## Trajectòria
Incapaç de trobar feina com a enginyera, va anar a treballar per General Elèctric com a supervisora d'ordinadors al departament d'enginyeria de la turbina. En el seu temps lliure, va inventar la calculadora Clarke, una senzilla calculadora gràfica que solucionava equacions que implicaven corrent elèctric, voltatge i impedància a les línies de transmissió elèctrica. El dispositiu podia solucionar equacions lineals que implicaven funcions hiperbòliques deu vegades més ràpidament que en mètodes anteriors. Va demanar una patent per la calculadora el 1921 que va ser concedida el 1925.
El 1921, encara incapaç d'obtenir un lloc de treball com a enginyera, va deixar GE per ensenyar física a la universitat de les dones de Constantinople a Turquia. El següent any, va tornar a ser contractada per GE com a enginyera elèctrica al Departament d'Enginyeria de Central Station. Clarke es va retirar de General Elèctric el 1945.
La seva experiència en matemàtiques la va ajudar a aconseguir fama en el seu camp. El 8 de febrer de 1926, va mostrar l'ús de funcions hiperbòliques per calcular la potència màxima que una línia podria portar sense inestabilitzar-se. El 1943, Edith Clarke va escriure un influent llibre de text en el camp d'enginyeria de potència, Anàlisi de Circuits amb sistemes de corrent alternatiu (Circuit Analysis of A-C Power Systems), basat en els seus apunts per conferències pels enginyers de GE.
El 1947, es va unir a la facultat del Departament d'Enginyeria Elèctrica a la Universitat de Texas a Austin, convertint-la en la primera professora d'Enginyeria Elèctrica en el país. Va ensenyar durant deu anys i es va retirar el 1957.
En una entrevista amb el diari Daily Texan el 14 de març de 1948, va dir: «No hi ha demanda de dones enginyeres, com a tals, com n'hi ha de doctores; però sempre hi ha demanda de qualsevol que pugui fer una bona feina.»

## Honors
Edith Clarke va ser la primera enginyera que va ser cooptat com a membre de la confraria d'honor d'enginyers Tau Beta Pi. El 1948, Clarke era la primera dona membre de l'Institut americà d'Enginyers Elèctrics. El 1954, va rebre un premi per la seva trajectòria per la Society of Women Engineers (Associació de Dones Enginyeres).
El 2015, Clarke va entrar al Hall de la Fama dels Inventors Nacionals. El 2019 va ser retratada en un mural del Museu de la Telecomunicació Vicente Miralles Segarra a la Universitat Politècnica de València en el mar de la celebració del Dia Internacional de les Dones.